# Distretto di Livingstone
Il distretto di Livingstone è un distretto dello Zambia, parte della Provincia Meridionale.
Il distretto comprende 17 ward:
- Akapelwa
- Dambwa Central
- Dr. Mubitana
- Freedom
- Kariba
- Kasiya
- Libuyu
- Lizuma
- Maramba
- Mulungushi
- Musi-oa-tunya
- Mwalibonena
- Namatama
- Nansanzu
- Shungu
- Simonga
- Zambezi